# Reprezentacja Saint Kitts i Nevis w piłce nożnej mężczyzn
Reprezentacja Saint Kitts i Nevis w piłce nożnej – karaibska reprezentacja narodowa założona w 1932 roku. Od 1990 roku należy do CONCACAF, a od 1992 roku do FIFA.
Reprezentacja nigdy nie brała udziału w mistrzostwach świata. W 2023 roku po raz pierwszy w historii zakwalifikowała się na Złoty Puchar CONCACAF. Największym osiągnięciem Saint Kitts i Nevis jest zajęcie drugiego miejsca w Pucharze Karaibów w 1997 roku.
Obecnie selekcjonerem kadry Saint Kitts i Nevis jest Austin Huggins.

## Udział wMistrzostwach Świata
- 1930 – 1982 – Nie brało udziału (było kolonią brytyjską)
- 1986 – 1994 – Nie brało udziału (nie było członkiem FIFA)
- 1998 – 2022 – Nie zakwalifikowało się

## Udział wZłotym Pucharze CONCACAF
- 1991 – 2021 – Nie zakwalifikowało się
- 2023 – Awans

## Udział wPucharze Karaibów
- 1989 – Nie zakwalifikowało się
- 1990 – Nie brało udziału
- 1991 – 1992 – Nie zakwalifikowało się
- 1993 – IV Miejsce
- 1994 – 1995 – Nie zakwalifikowało się
- 1996 – Faza Grupowa
- 1997 – II Miejsce
- 1998 – Nie zakwalifikowało się
- 1999 – Faza Grupowa
- 2001 – Faza Grupowa
- 2005 – 2017 – Nie zakwalifikowało się